# Niels Turin-Nielsen
Niels Christian Congo Turin-Nielsen (Frederiksberg, 1887. január 22. – Frederiksberg, 1964. június 9.) olimpiai bajnok dán tornász.
Részt vett az 1908. évi nyári olimpiai játékokon, mint tornász és a csapat összetettben a 4. helyen végzett.
Az 1920. évi nyári olimpiai játékokon indult legközelebb, szintén, mint tornász és a szabadon választott gyakorlatok csapatversenyben aranyérmes lett.
Klubcsapata a Gymnastik- og Svømmeforeningen Hermes volt.